# 博纳尔贝尔戈
博纳尔贝尔戈（義大利語：Buonalbergo），是意大利贝内文托省的一个市镇。总面积25.1平方公里，人口1862人，人口密度74.2人/平方公里（2009年）。ISTAT代码为062011。